# Éric Lafforgue
 (juin 2018).
Éric Lafforgue est un photographe français né le 17 juillet 1964.